# Toendak (Kalakan)
De Toendak (Russisch: Тундак) is een 135 kilometer lange rivier in de Russische kraj Transbaikal. Het is een linkerzijrivier van de Kalakan in het stroomgebied van de Lena. De rivier heeft een stroomgebied van 2930 km².
De rivier ontspringt in het Kalakangebergte op een hoogte van 1150 meter. Over haar lengte telt de rivier 70 zijrivieren (de grootste is de Boeritsji) en 30 meertjes (totale oppervlakte 0,4 km²). Het landschap rond de middenloop wordt de Toendaklaagte genoemd. De Toendak stroomt uit in de Kalakan op 51 kilometer van haar monding.